# Provincia de Iwami
La Provincia de Iwami (石見国 Iwami-no kuni?) fue una antigua provincia japonesa, ubicada en el área que hoy en día es la parte occidental de la prefectura de Shimane. Algunas veces es también llamada como Sekishū (石州?). Iwami limitaba con las provincias de Aki, Bingo, Izumo, Nagato y Suō.

## Historia
Durante la era Muromachi y el período Sengoku, numerosas y brutales batallas tuvieron lugar en el área de Iwami. Al comienzo, el clan Masuda se encontraba en una alianza con el clan Ōuchi de la provincia vecina de Sufu, pero tiempo más tarde, el clan Masuda se unió al clan Mōri de la provincia de Aki.
Los mapas de Japón y de la provincia de Iwami fueron modificados alrededor de 1870, cuando se introdujo el actual sistema de prefecturas. Al mismo tiempo, la provincia continuó existiendo solo para algunos propósitos. Por ejemplo, Iwami está explícitamente reconocida como provincia en los tratados de 1894 entre Japón y Estados Unidos, y otro entre Japón y el Reino Unido.

## Distritos históricos
- Prefectura de Shimane
  - Distrito de Ano (安濃郡) - disuelto
  - Distrito de Kanoashi (鹿足郡)
  - Distrito de Mino (美濃郡) - disuelto
  - Distrito de Naka (那賀郡) - disuelto
  - Distrito de Nima (邇摩郡) - disuelto
  - Distrito de Ōchi (邑智郡)